# Niki Urakami
Niki Urakami (浦上 仁騎 Urakami Niki?, Ibaraki, 11 de noviembre de 1996) es un futbolista japonés que juega como defensa en el Hokkaido Consadole Sapporo.

## Trayectoria
En 2019 se unió al AC Nagano Parceiro.

## Clubes
| Club                       | País  | Año       |
| -------------------------- | ----- | --------- |
| A. C. Nagano Parceiro      | Japón | 2019-2020 |
| Ventforet Kofu             | Japón | 2021-2022 |
| RB Omiya Ardija            | Japón | 2023-2025 |
| Hokkaido Consadole Sapporo | Japón | 2025-     |

## Palmarés

### Títulos nacionales
| Título             | Club           | País  | Año  |
| ------------------ | -------------- | ----- | ---- |
| Copa del Emperador | Ventforet Kofu | Japón | 2022 |